# IEEE 802.11bn

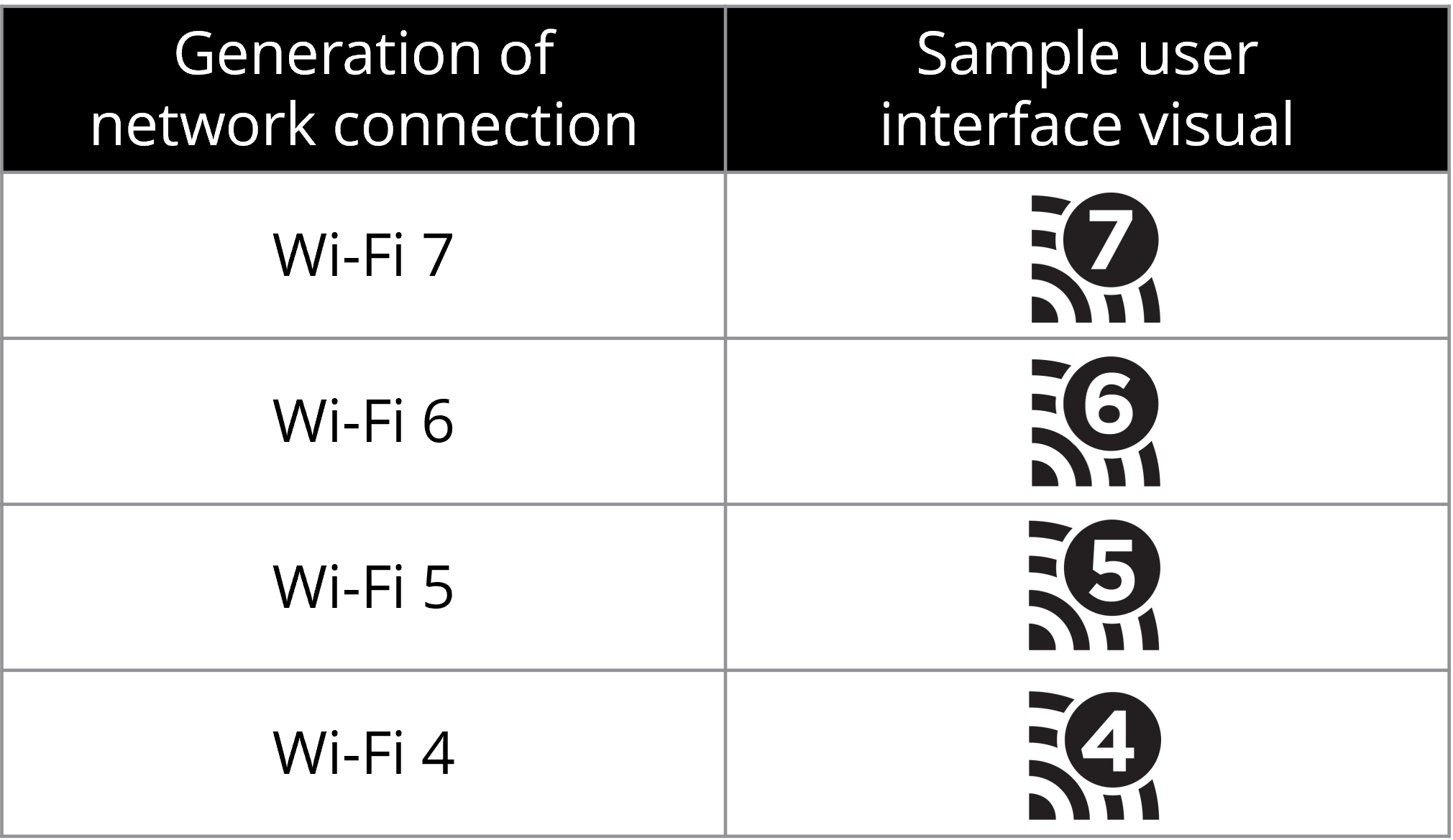

IEEE 802.11bn, hay còn được biết đến với tên gọi Wi-Fi 8 hoặc Ultra High Reliability (UHR), là tiêu chuẩn Wi-Fi thế hệ tiếp theo. Mục tiêu chính của 802.11bn là tăng cường độ tin cậy của kết nối Wi-Fi.
Để dùng được Wi-Fi 8, cần phải có loại ăng-ten hiện đại hơn cho các kênh trên 6 GHz (như đang dùng ở Wi-Fi 6 và các bản cũ hơn).  Kênh 42.5 GHz và 71 GHz thì bắt buộc phải "nhìn thấy" nhau, không thể xuyên qua tường. Ngoài trời, mưa có thể làm yếu sóng Wi-Fi 8, giống như ảnh hưởng của mưa tới sóng vệ tinh.
Wi-Fi 8 đặt mục tiêu đạt tốc độ 100 Gbps, nhanh hơn cả mạng dây Ethernet dùng cáp đồng hiện nay (tối đa chỉ 40 Gbps). Để làm được điều này, các điểm phát Wi-Fi gắn trên trần nhà cần phải được nâng cấp bằng cách lắp thêm cáp quang.